# Rontalizumab
Il rontalizumab è un anticorpo monoclonale umanizzato prodotto e sviluppato dalla casa farmaceutica Genentech. Nel novembre 2009 è stato utilizzato in uno studio clinico volto a sondarne l'efficacia terapeutica nei pazienti affetti da lupus eritematoso sistemico.